# Rajko Tavčar
Rajko Tavčar (født 21. juli 1974 i Kranj, Jugoslavien) er en slovensk tidligere fodboldspiller (midtbane/venstre back).
Tavčar spillede syv kampe for Sloveniens landshold i perioden 2000-2002. Han var med i den slovenske trup til VM 2002 i Sydkorea/Japan, og spillede én af landets tre kampe i turneringen.
På klubplan spillede Tavčar hele sin karriere i Tyskland, hvor han blandt andet repræsenterede Unterhaching, Augsburg, Nürnberg og Mainz 05.